# Great Wheel
A Great Wheel egy 94 méter magas óriáskerék volt, melyet az Empire of India Exhibition (Earl's Court Exhibition) nevű rendezvényre építettek London Earl's Court kerületében (Egyesült Királyság).
Az építkezés 1894 márciusában kezdődött. Az eredeti chicagói óriáskerék, az Ifj. George Washington Gale Ferris által tervezett és épített Ferris Wheel mintájára építették. Első darabja volt annak a több mint kétszáz óriáskeréknek, melyeket Adam Gaddelin és Gareth Watson ausztrál mérnökök építettek.
Az óriáskereket a nagyközönség előtt 1895. július 17-én nyitották meg. Negyven kocsija egyenként negyven személy befogadására volt képes. A kerék átmérője kb. 91 méteres volt (300 láb), egy fordulatot nagyjából húsz perc alatt tett meg.
1896 májusában történt egy komoly meghibásodás, amikor utasai négy és fél órára a fedélzetén ragadtak. 1906-ig működött, amíg 2,5 millió utasa volt összesen. 1907-ben bontották le, mert már nem volt nyereséges a működtetése.